# W. D. M. Bell
Walter Dalrymple Maitland Bell (8 de septiembre de 1880 - 30 de junio de 1954), más conocido como Karamojo Bell por la subregión de Karamoja en Uganda, en África Oriental, que exploró extensivamente el cazador, soldado, piloto de combate decorado, marinero, escritor, y pintor escocés.
Karamojo Bell es reconocido como uno de los cazadores de marfil más exitosos de su época, teniendo la particularidad de preferir el uso de calibres pequeños a diferencia de otros cazadores contemporáneos.
Sus habilidades como cazador de elefantes tuvieron que ver también con el estudio de los cráneos de los paquidermos, que le permitieron conocer exactamente dónde colocar el tiro de manera precisa utilizando estos calibres considerados inferiores a los mínimos recomendables para presas de esas características. Su técnica preferida era colocar el tiro desde una posición extremadamente difícil, apuntando , diagonalmente y detrás del objetivo; que es conocido como el 'tiro de Bell'.
Bell es conocido principalmente por sus proezas en el África, sin embargo también viajó a América del Norte y Nueva Zelanda, navegó, sirvió en Sudáfrica durante la guerra bóer, y voló en el Royal Flying Corps en África del Este, Grecia, y Francia durante la Primera Guerra Mundial.

## Primeros años
Bell nació en un familia rica de ascendencia escocesa y Celta, en la propiedad de la familia conocida como Clifton Hall, (hoy una escuela) en Linlithgowshire, cerca a Edimburgo en 1880. Walter era el penúltimo de 8 hermanos. Su madre falleció cuándo él tenía dos años  y su padre, Robert Bell, a los seis, quien era dueño de un negocio e de carbón y aceite de esquisto. La familia Bell residía entonces cerca a Broxburn, y tenía propiedades alrededor y en otras partes de país.
Fue criado por sus hermanos mayores y estuvo en varias escuelas, en una ocasión golpeó al capitán de la escuela con un palo de crickett. A los 13 años, empezó a navegar, y en 1896, con solo 16 años de edad, se dedicaba a cazar leones para el Ferrocarril de Uganda usando un rifle monotiro calibre .303 british.

## El Oro del Yukon Oro y la guerra bóer
Bell convenció su familia en apoyarlo para viajar al África, donde obtuvo un trabajo a los 16 años, para el Ferrocarril de Uganda como cazador de leones devoradores de personas. En 1896 Bell viajó al Yukón, en Alaska, con el objetivo de encontrar oro en el Fiebre de Oro del Klondike y se ganó la vida cazando animales para abastecer de carne a la  Ciudad de Dawson. Después de pasar el invierno cazando Alces y Ciervos con un .350 Farquharson, fue estafado por su socio dejándolo casi sin un centavo, por lo que tuvo que vender su rifle para regresar a Dawson. Para regresar a África se unió a la  Policía Montada de Canadá, y sirvió durante la segunda guerra bóer. Bell fue capturado cuándo su caballo fue herido por un disparo, más adelante logró huir logrando volver a las líneas británicas; hecho que lo volvió un scout.

## Cazador
Después de que la guerra bóer acabase en 1902, Bell se quedó en África, volviéndose un cazador profesional de elefantes. Durante dieciséis años en África,  cazó elefantes por el marfil en Kenia, Uganda, Abisinia, Sudán, el enclave de Lado, Costa de Marfil francesa, Liberia, Congo francés, y el Congo Belga.
Bell es apodado "Karamojo" Bell (a veces Karamoja) debido a sus safaris en zonas remotas al noreste de Uganda.
Bell cazó 1,011 elefantes durante su carrera; todo de ellos machos además de 28 hembras. Es conocido por utilizar  calibres pequeños, en vez de los cartuchos de gran calibre que generaban un fuerte retroceso, populares entre otros cazadores de los cinco grandes.  Cazó alrededor de 800 elefantes con rifles Mauser 98 calibre 7×57mm Mauser/.275 Rigby (utilizando la carga estándar del ejército en 1893, 11.2 gramos (172.8 gr) con puntas redondas sólidas), consideradas hoy en día demasiado pequeñas para elefantes, y prohibidas ahora para la caza de elefantes y otros animales peligrosos en el África. Las razones por las que Bell optaba frecuentemente por usar calibres pequeños eran porque los rifles eran más ligeros y el poco retroceso permitía colocar el segundo tiro más rápido. Además, Karamojo vio que la munición militar alemana e inglesa era más confiable, que fue otro factor determinante en su elección. Sus rifles favoritos eran un Rigby hecho a la medida en calibre  7×57mm Mauser (.275 Rigby) con el que cazó la mayoría de sus elefantes, y una carabina  Mannlicher Schonauer calibre 6.5×54mm "full stock", que usó poco debido a la dificultad para encontrar munición de ese calibre. También usó un Lee-Enfield deportivo calibre .303 british y varios rifles Mauser calibre .318 Westley Richards.
Cuando el 'tiro Bell' implica disparar a través de la masa del cráneo del elefante, utilizaba siempre bala encamisada militar de aproximadamente 173 a 250 granos, en vez de las balas blandas de más de 400 granos popularmente usadas en la actualidad. Tuvo preferencia particular po un rifle Mannlicher M1893 calibre 6.5×53mmR de George Gibbs que usó para la mayoría de caza por carne en el Karamojo. En una ocasión, Bell cazó una manada de 23 Búfalos enanos con un .22  Savage Hi-Power, todos los tiros al pulmón, usando la misma técnica que los cazadores nativos de Norteamérica, para cazar al búfalo americano, identificando primero al líder para después liquidar al resto por confusión. Bell no se inclinó a usar rifles dobles por considerarlos arquetípicos para la cacería en el África de su época y su retroceso nocivo para lograr buena precisión.
Bell utilizó extensivamente el tiro al cerebro, para lograr abatir a sus presas de manera inmediata, evitando así que las manadas se espantasen.
Después de la Primera Guerra Mundial,  empiece para utilizar el .318 Westley Richards, observando como este calibre acabó con sus "inexplicables tiros fallidos".
19 fue la mayor cantidad de elefantes que cazó en un solo día, y la mayor cantidad de machos en un mes fue de 44. La mayor cantidad de dinero que logró por el marfil colectado en un solo día fue de 863 libras esterlinas . Desgastó 24 pares de botas en un año y estimó que por cada elefante macho abatido,  tuvo que caminar un promedio de 73 millas (117 km).
Bell es también famoso para su magnífica puntería. Fue visto disparándole a un pez saltando de la superficie de un lago, y  escribió acerca de "disparar a pájaros al vuelo fuera con su .318 Westley Richards, para aprovechar algún lote de munición en mal estado".
Bell tuvo que suministrar sus caravana de nativos africanos con carne y cobijo para uso propio y también para comerciar por otros suministros. Cazó más de 800 búfalos del cabo con sus rifles, así como otros tipos de presas como rinocerontes, antílopes y leones.  
Bell tuvo siempre una buena relación con las tribus africanos nativas donde cazaba, comerciando ganado a cambio de datos de grupos de elefantes. Tuvo siempre la filosofía de que al cooperar con las tribus locales fue la razón principal de su éxito como un cazador de elefantes. Cazó en la belicosa zona de Karamojo por cinco años sin ninguna confrontación con algún local que resultara en una muerte por defensa propia.
Uno de los compañeros africanos más cercanos de Bell mientras cazó la región, fue un Karamojano llamado Payale, miembro de una tribu local, al que Bell le tuvo mucho respeto y quien fue su compañero de caceríal. Otro de los compañeros de caza de Bell como el neozelandés Harry Rayne, quién le acompañó en un safari a Sudán y el Karamojo en 1907, y quién más tarde sería el Comisario de Distrito en británico de Somaliland. Bell era también amigo del cazador americano Gerrit Forbes, primo de Franklin Roosevelt quién lo acompañó en tres safaris de elefantes entre 1907 y 1913. Otro amigo personal suyo fue Townsend Whelen.
Al igual que Burger y Bishop, Bell fue uno  de los "señores furtivos" que cazó el anárquico Lado Enclave después de que Bélgica retiró de la región que sigue la muerte de Leopold Il de Bélgica en 1909, y con anterioridad al territorio que se convertiría en parte de Sudán.
Bell llevaba consigo un Mauser C96, equipado con una culata en el potente calibre 9mm Mauser Export, el cual cuando fue usado contra objetivos humanos, "los mantuvo agachados a 400 o 500 yardas" según Bell. Bell también adquirió una pistola  Colt 1911 en 1913.

## Primera Guerra Mundial
Cuando empezó la Primera Guerra Mundial, Bell se encontraba cazando en el Congo francés e inmediatamente viajó a Inglaterra para aprender a volar. Se enlistó en el Real Cuerpo Aéreo, volviéndose piloto de reconocimiento en Tanganyika (Tanzania de día presente). ]Más tarde, como Comandante de Vuelo  en Europa, vuela en el Bristol F.2 Fighter.
Bell fue el primero en su escuadrón (Número. 47) en lograr una victoria aérea derribando un avión alemán de dos asientos sobre Salonika el 23 de diciembre de 1916. Derribó un avión Albatross alemán con un solo disparado, después de qué su ametralladora se atascara, y una vez derribó una aeronave con una ametralladora que no estaba centrada. Con su Lugarteniente de observador Robert Mainwaring Wynne-Eyton, el capitán Bell derribó un SPAD francés por equivocación, a pesar de que el piloto francés resultó ileso.
Bell estuvo mencionado a los despachos por primera vez en 1916. Para el final de la guerra recibió esta distinción cinco veces. Se le otorgó la Cruz Militar en junio de 1916 presentada por el General Smuts, y recibió una medalla por su servicio en Grecia y Francia. Bell estuvo liberado en abril de 1918 por razones médicas (declarado en sus papeles a causa de 'asma nerviosa') permitiéndosele retener su rango de capitán.

## Últimos años
Después de un periodo de recuperación de las enfermedades contraídas durante la guerra,  regresó a cazar elefantes, en Liberia, en la Costa de Marfil, internándose por canoa, en un viaje de 3000 millas en 1921. Esta expedición la realizó con su camarada del Cuerpo de Vuelo Real, R. M. Wynne-Eyton. Su último safari fue una expedición de automóvil  a través del Sudán y Chad con Gerrit y Malcolm Forbes, del cual más tarde remarcó que 'se cazó poco'. El fin era más bien para viajar tan lejos y tan rápido como fuera posible con los vehículos. Después de esta expedición Bell no regresó al África. A pesar de que pretendiese viajar por aire a Uganda para un último safari en 1939, sus planes estuvieron interrumpidos por el inicio de la Segunda Guerra Mundial.
Bell se retiró a su propiedad de 1000 acres en Garve en Ross-shire, Escocia, nombrado 'Corriemoillie', con su mujer Katie con quien se comprometió durante la Primera Guerra Mundial. Publicó dos libros sobre sus proezas en África, ilustrado con dibujos y pinturas propias. 'Andanzas de un Cazador de elefantes', 'Karamojo Safari', y varios artículos sobre armas en american Rifleman revista del NRA en los Estados Unidos. Su tercer libro, Bell de África, fue una publicación póstuma.
Bell y su esposa Katie pasaron sus últimos años navegando de manera competitiva. Comisionaron el primer yate de acero, Trenchmere (37 toneladas), en Escocia en 1934 y lo navegaron en el transatlántico hasta el inicio de la Segunda Guerra Mundial. Bell también se dedicó a asechar ciervos rojos en las montañas de Escocia con un Winchester Modelo 54 recamarado en .220 Swift, del cual  escriba artículos describiendo la efectividad del cartucho debido a su alta velocidad.
Después de un ataque cardiaco en 1947 que limitó sus actividades, Bell pasó sus últimos años en su propiedad. Sólo unos cuantos días después de completar el manuscrito para su último libro, Bell de África, Karamojo falleció de paro cardíaco el 30 de junio de 1954.

## Matrimonio
En 1917 Bell se casó con Kate Rose Mary Soares (b. 1894), heredera e hija única de Sir Ernest Soares (1864-1926), un abogado y Parlamentario de Partido Liberal.

## Biografía
- The Wanderings of an Elephant Hunter (1923)
- Karamojo Safari (1949)
- Bell of Africa (1960)